# João Miguel Fernandes Jorge
João Miguel Fernandes Jorge (Bombarral, 16 de Junho de 1943), é um escritor e poeta português.

## Biografia
Licenciado em Filosofia pela Universidade de Lisboa (1972). Vive e trabalha em Lisboa.

Fundou em 1988 a editora Cotovia juntamente com o seu irmão André Fernandes Jorge.

## Obras
A sua obra envolve o cinema, a música e as artes.
Poesia
- Sob Sobre Voz (1971), com prefácio de Ruy Belo
- Porto Batel (1972)
- Turvos Dizeres (1973)
- Alguns Círculos (1975)
- Meridional (1976)
- Crónica (1977)
- Vinte e Nove Poemas (1978)
- Direito de Mentir (1978)
- Actus Tragicus (1979)
- Uma Exposição (1980)
- O Roubador de Água (1981)
- O Regresso dos Remadores (1982)
- À Beira do Mar de Junho (1982)
- Os Poucos Poderes (1984)
- Um Nome Distante (1984)
- Tronos e Dominações (1985)
- Pelo Fim da Tarde (1989)
- Obra Poética 1 (1987)
- Obra Poética 2 (1987)
- Obra Poética 3 (1988)
- Obra Poética 4 (1991)
- Obra Poética 5 (1996)
- Obra Poética 6 (2000)
- A Jornada de Cristovão de Távora: Primeira Parte (1986)
- A Jornada de Cristovão de Távora: Segunda Parte (1988)
- A Jornada de Cristovão de Távora: Terceira e Última Parte (1990)
- Terra Nostra (1992)
- O Barco Vazio (1994)
- Não é Certo Este Dizer (1997)
- O Lugar do Poço (1997)
- Bellis Azorica (1999)
- Museu das Janelas Verdes (2002)
- Jardim das Amoreiras (2003)
- Invisíveis Correntes (2004)
- Castelos I a XXXV (2004)
- Termo de Óbidos (2006)
- A Palavra (2007), com José Loureiro e Rita Azevedo Gomes
- Pickpocket (2009), com Rui Chafes
- Mãe-do-Fogo (2009), com João Cruz Rosa
- Sobre Mármore (2010)
- Lagoeiros (2011)
- Oferenda (2012), com Jorge Pinheiro
- Mirleos (2015)
- Fuck The Polis (2018)

Antologias
- Poemas Escolhidos (1982)
- Antologia Poética: 1971-1994 (1995)
- Março, Os Remadores No Douro (2002)
- A Pequena Pátria (2002)
- Funchal em Fundo (2002)
- Versos e Prosas em Forma de Natal (2010)
- Antologia Açoriana (2011)

Ficção
- Nem Vencedor Nem Vencido (1988)
- Uma Paixão Inocente (1989)
- Fins-de-Semana (1993)
- O Pé Esquerdo (1998)
- No Verão é melhor um conto triste (2000)

Ficção com Arte
- A Flor da Rosa (2000)
- A Gravata Ensanguentada (2006)
- O Próximo Outono (2012)
- O Bosque (2015)

Crítica de Arte
- Paisagem com Muitas Figuras (1984)
- Um Quarto cheio de Espelhos (1987)
- António Palolo por J. M. F. J. (1988)
- O Que Resta da Manhã (1990)
- Abstract & Tartarugas (1995)
- Sombras (2001)
- Territórios singulares na colecção Berardo (2002)
- Oferenda Esquecida: A Pintura de Jorge Pinheiro (2006)
- Processo em Arte (2008).

Disco
- João Miguel Fernandes Jorge diz J.M.F.J., EMI- Valentim de Carvalho (1989).

A última exposição de arte que comissariou foi LARGO TEMPO (catálogo, 2014).